# Forte Ernesto
O Forte Ernesto localizava-se na ilha de Antônio Vaz, para defesa do setor norte de "Maurits Stadt" (a cidade Maurícia), atual bairro de Santo Antônio na cidade do Recife, no litoral do estado de Pernambuco, no Brasil.

## História
Fortificação erguida no contexto da segunda das Invasões holandesas do Brasil (1630-1654) sobre o Convento de Santo Antônio (BARRETTO, 1958:145), de franciscanos descalços, que remontava a 1612-1613. Quando da invasão e conquista do Recife (1630), as instalações deste Convento, abandonadas às pressas pelos religiosos, foram utilizadas como quartel pelas tropas neerlandesas. Em torno desse improvisado quartel, foi erguida a fortificação, com o nome de Forte Ernesto, também conhecido pelos locais como Forte de Santo Antônio.
Cópia das "Instruções e especificações segundo as quais deverá ser feito um forte na Ilha de Antônio Vaz, em redor do convento ali existente", datadas de 29 de Abril de 1630, encontram-se no Instituto Arqueológico, Histórico e Geográfico Pernambucano. O "Relatório" de Servácio Carpentier, datado de Junho de 1636, informa que as obras foram contratadas por Jan Comans, sargento da Companhia de Van Els (lado sul); Christoffel Deterson, soldado da Companhia de Waerdenburch (lado oeste); e Hans Willem Louys, alferes da Companhia de Rembach (lado norte). À época não foi erguido o lado leste, voltado para a cidade do Recife, permanecendo fechado pelo muro do convento.
Com o fim da resistência portuguesa em 1635, a ilha de Antônio Vaz tornou-se estratégicamente mais segura para os invasores, e passou a abrigar a nova capital, "Maurits Stadt", a cidade Maurícia. Maurício de Nassau, no seu "Breve Discurso" datado de 14 de Janeiro de 1638, sob o tópico "Fortificações", relata:
"O forte Ernestus está situado em torno do convento [franciscano] de Santo Antônio; seria (se estivesse concluído) um forte quadrangular com quatro baluartes [nos vértices]. No lado do norte, sul e ocidente está acabado; quanto ao lado oriental porém, se acha somente fechado pelo velho muro do convento, o qual ameaça agora desabar. Discutimos se convinha derribar e fechar o forte com uma muralha de terra em forma de tenalha, mas, por causa das despesas foi a obra adiada, porque o forte não está nesta parte sujeito a perigo algum, e porque é muito necessário aprofundar os fossos tanto do grande alojamento [de Antônio Vaz] quanto do forte Ernestus (pois de pouco valem) e com a terra tirada dos fossos construir uma contra-escarpa em volta de ambas estas obras."

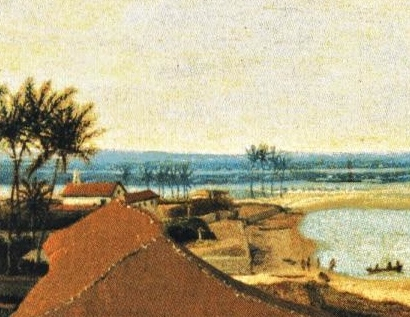
Rara imagem do Forte Ernesto, tendo em seu interior o Convento de Santo Antônio (no centro à esquerda), em detalhe de pintura de Frans Post, tomada no início da década de 1640 do alto da Igreja Calvinista dos Franceses (atual Igreja do Divino Espírito Santo). Ainda não estava concluído o Palácio de Friburgo (ao fundo).

O "Relatório sobre o estado das Capitanias conquistadas no Brasil", de autoria de Adriano do Dussen, datado de 4 de Abril de 1640, complementa, atribuindo-lhe o efetivo de duas companhias totalizando 180 homens:

"O forte Ernesto, situado na ilha de Antônio Vaz, a oeste do Recife, e que circunscreve o Convento dos Franciscanos, é um forte quadrangular, do lado do rio tendo dois meio-baluartes e do lado de terra dois baluartes completos. É muito alto e tem um fosso largo. No lado externo será construída uma contra-escarpa ou passagem coberta. Está cercado de uma sólida estacada. Este forte domina o rio e os terrenos baixos circunvizinhos e principalmente o grande alojamento ou vila de Antônio Vaz, inclusive as muralhas e ruas desta. No forte estão 4 peças de bronze, sendo 2 bombardas de 24 libras, 1 de 16 lb e uma peça espanhola de 10 lb."
BARLÉU (1974) transcreve a informação:
"O forte de Ernesto ergue-se na ilha de Antônio Vaz, ao ocidente do Recife. Tem três faces e é munido de um fosso assaz largo, de paliçadas e bastiões. Com quatro bocas de fogo, guarda ele o rio, as planícies da ilha e a vila de antônio Vaz, que aí nasceu." (op. cit., p. 143) Atribui-lhe o mesmo efetivo de 180 homens (op. cit., p. 146). Com relação à estacada, foi esta determinada por Nassau na iminência do ataque de uma frota espanhola ao nordeste holandês (c. 1639): "(...) o mesmo [proteção cingindo-o de estacada] fez com (...) o de Ernesto (...) na Ilha de Antônio Vaz (...)" (op. cit., p. 159).

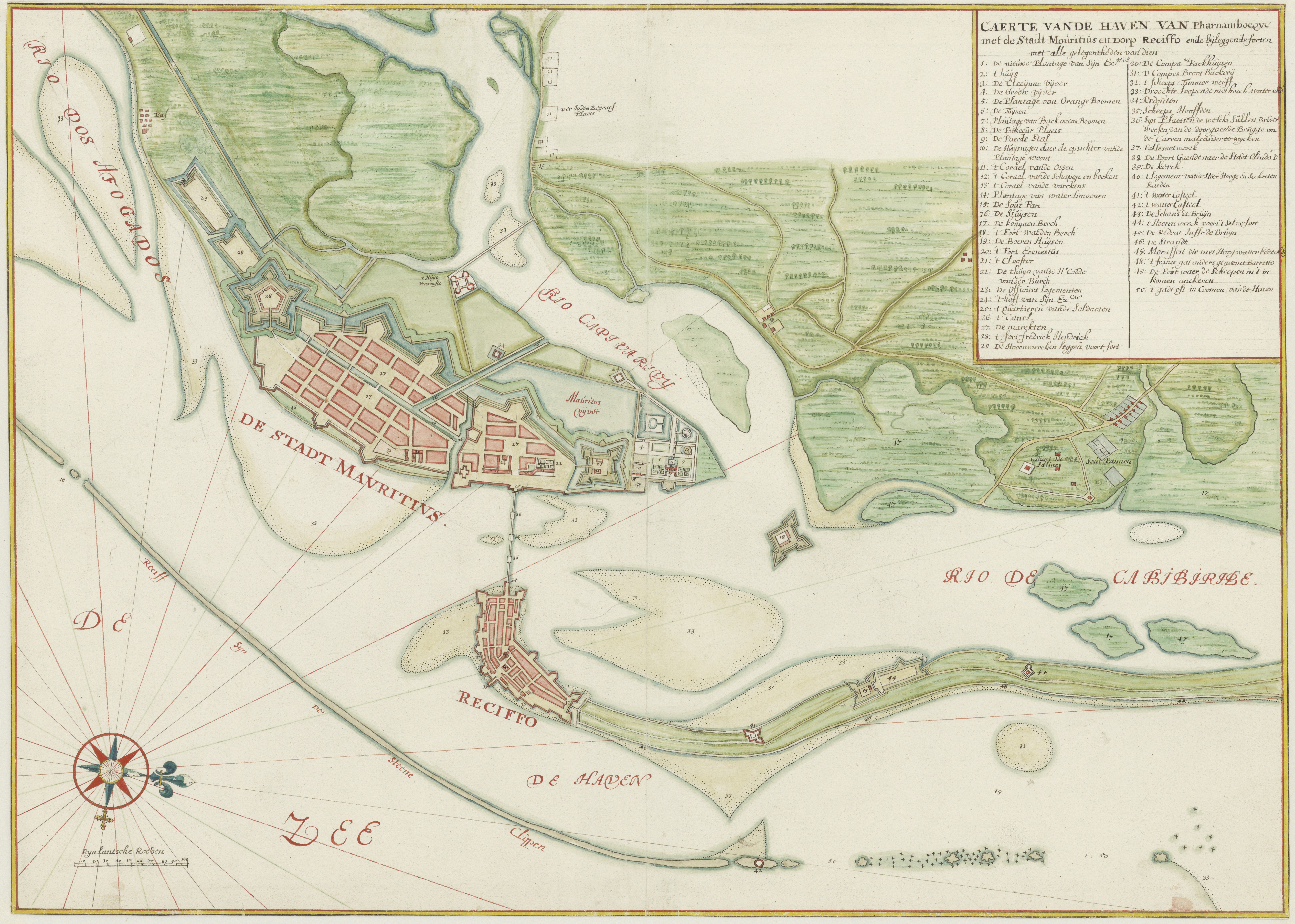
Mapa (1665) do Recife, Cidade Maurícia e fortificações no final do período holandês.

Figura nos mapas de Frans Post (1612-1680) da Ilha de Antônio Vaz (1637), e de Mauritiopolis (1645. Biblioteca Nacional do Brasil, Rio de Janeira), e no mapa "A Cidade Maurícia em 1644", de Cornelis Golijath (in: BARLÉU, Gaspar. História dos feitos recentemente praticados no Brasil. Amsterdã, 1647).
O francês MOREAU (1979), acerca do período entre 1646-1648, relata:
"Um pouco aquém, ao lado e bem junto [de Maurits Stadt], há um outro forte com cinco [?] baluartes chamado o Claustro, porque foi outrora um convento de franciscanos, e ainda um pouco adiante sobre o rio está a bela casa que mandou construir o Conde João Maurício de Nassau, na qual se fez um corpo de guarda para conservá-la e também as passagens, por que ali se podia vir a vau pelo lado e pelo rio salgado, quando a maré está baixa. Este claustro e a casa do Conde Maurício de Nassau estão separadas da Cidade Maurícia por um canal, onde se faz passar este rio salgado pelo porto, sobre o qual há uma ponte levadiça."
Quando da Capitulação de 1654, na "Relação dos Bens Holandeses no Recife" consta que o forte estava artilhado com dezenove peças de ferro e bronze de diversos calibres, bem como um trabuco (morteiro). O antigo convento e sua igreja voltaram às mãos dos franciscanos, que recuperaram suas antigas feições, demolindo o forte e entulhando o fosso.

GARRIDO (1940) refere que no local dessa estrutura, no bairro de Santo Antônio, se erguia o Palácio da Justiça, em frente ao Palácio do Governo, e que, à época, a rua Imperador D. Pedro II e o reentrante, à altura do Hotel Recife, evocavam o traçado de suas muralhas (op. cit., p. 69).